# Bonyhád
Bonyhád (németül: Bonnhard) Tolna vármegye negyedik legnagyobb népességű települése, a Bonyhádi járás egyik városa és központja. Gyakran nevezik a Völgység fővárosának. Az ókorban sok népcsoport megfordult itt, de a letelepedés csak az államalapítás után kezdődött meg. Átmeneti időszakot az elnéptelenedéssel fenyegető török uralom jelentett. A város fejlődése a 18. században kezdődött meg, ekkoriban a magyarok és rácok (szerbek) mellé folyamatosan települtek be a németek. 1782-ben Bonyhád mezőváros lett, ezt a címet azonban a későbbi közigazgatási reformok során elveszítette. Bonyhád hosszú ideig a Völgységi járás székhelye volt, 1977-ben kapott ismét városi címet, 2013 óta pedig a Bonyhádi járás központjaként szolgál.

## Nevének eredete
A város nevének eredetére több feltevés is létezik. Az egyik, hogy a „bony”, vagyis a „mocsaras, vizes” jelentésű szóból ered. A másik elmélet szerint itt Bonyháról, az erdélyi Prokuj gyula egyik fiáról van szó. Egy harmadik elmélet szerint pedig itt a Bonya (Bucna) nemzetség neve, amiből ered Bonyhád város neve. Egyes helytörténészek felvetik egy családi név származtatását is, mely egy olyan család névadása, mely Bonyhád mai területén vásárolt földet, még a település benépesülése előtt.

## Fekvése
A Dunántúli-dombság keleti részén fekvő Völgység legnépesebb települése, Tolna és Baranya vármegye határvidékén, Szekszárdtól körülbelül 20, Pécstől 40 kilométerre. A városnak több Natura 2000-es területe is van.

### Megközelítése

#### Közút
A legegyszerűbben a 6-os főúton lehet megközelíteni, amely áthalad a város déli részén. Aki az M6-os autópályán érkezik, a szekszárdi leágazásánál célszerű letérnie, majd a 6-os főúton Kakasd-Pécs irányában továbbhajtania. A 65-ös főút irányából Zombánál lekanyarodva, a 6533-as, majd a 6535-ös úton közelíthető meg. Dombóvár vonzáskörzetével (Kaposszekcsővel) és Szászvárral a 6534-es út köti össze. Bátaszéktől az 5603-as út vezet idáig, Hidas és Mecseknádasd felől pedig az 5605-ös úton érhető el.
Külterületi településrészei és a hozzá csatolt településrészek közül Tabódszerdahelyre egy számozatlan, alsóbbrendű út ágazik ki északnak a 6533-as út felől, a központtól több mint tíz kilométerre északra fekvő Tabód pedig a Zomba legdélebbi külterületeitől Kisdorogig húzódó 6536-os úton érhető el. Majos városrésze a 6534-es út mentén fekszik, de főutcája maga is négy számjegyű országos közútnak minősül, 6529-es útszámozással. A várost Aparhanton át Kurddal és a Kapos völgyével összekötő 6538-as út ez utóbbi útból ágazik ki északnak, Majos központjában.
Mivel a Szekszárd-Pécs útvonal mentén fekszik, így sok autóbuszjárat érinti. Buszjáratok indulnak innen – a teljesség igénye nélkül – Veszprémbe, Zalaegerszegre, Szegedre, Pécsre, Budapestre, Székesfehérvárra és Szekszárdra is, valamint Kaposvárra és Tatabányára.
Egyes tervek szerint az M9-es autóút nyomvonala ezen a vidéken, Bonyhád város északi határát átszelve haladhat majd át Szekszárd és Dombóvár között.

#### Vasút
A 19. században a kiegyezés utáni nagy vasútépítések idejében a Szakály-Bonyhád bekötő vasút tervét keresztülhúzta a két világháború. A 2. világháború idején, az akkor működő bonyhádi vasútállomásáról szállították el vagonokkal, a városból és környékéről az itt élő zsidó lakosságot.  A második világháború idején, 1944 júliusában Bonyhádról körülbelül 1 200–1 344 zsidó lakost deportáltak vasúton. A pontos számok forrásonként eltérhetnek: egyes források 1 200 főt említenek , míg mások 1 344 főről számolnak be . A deportáltakat először Pécsre szállították, majd onnan Auschwitzba vitték, ahol többségüket meggyilkolták. Ez a szám a város akkori teljes lakosságának körülbelül 15%-át tette ki.  Az állomáson ma is megvan a berakodó épület, habár forgalom nem halad át rajta, állapota romlik a MÁV - nem tartja karban.
A várost vonattal a Dombóvár–Bátaszék-vasútvonalon lehet megközelíteni; Hidassal közös vasútállomása a Hidas-Bonyhád vasútállomás. Innen régebben közvetlenül Bonyhádra is közlekedtek személyvonatok a bonyhádi állomásra, a Hidas-Bonyhád–Bonyhád-vasútvonalon, de ez a lehetőség 1960 után megszűnt, azóta csak tehervonatok járnak a városba az iparvágánnyá lefokozott vasútvonalon. 2018-2019-től nincs közlekedés a meglévő iparvágányokon sem, néhány helyen már fel is szedték a sínpárokat.Az iparvasúti terület a jelenlegi Völgység Üzletház mögött található meg.

## Városrészek
Bonyhádhoz 1 nagyobb és 6 kisebb városrész tartozik: Majos a legnagyobb, Börzsöny, Alsóbörzsöny, Bonyhádszerdahely, Tabód (németül Taboldsdorf), Tabódszerdahely és Ladomány. További nagyobb városrészek a Szecska és a Fáy András lakótelep.

### Majos
Majos Bonyhád központjától körülbelül 4 kilométerre nyugatra fekszik. Nyugati része egy mély völgyben található. Majos utcáit római számokkal jelölik, így van pl. Majos I. utca, Majos II. utca stb. Korábban, más településekhez hasonlóan a magyar történelem és kultúra nagyjainak (Kossuth Lajos, Rákóczi Ferenc, Petőfi Sándor stb.) neveit viselték; amikor a falut Bonyhádhoz kapcsolták, akkor kapták a sorszámokat, a város azonos nevű utcáival való összetéveszthetőség elkerülése érdekében.
Nevezetessége a bonyhádinál is idősebb evangélikus temploma. 1719-ben Szenicei Bárány György feljegyzései szerint báró Schilson telepített néhány evangélikus németet Majosra, akik később rokonaikat is ide hívták. 1743-ban gazdát cserélt, Perczel József birtokába jutott. A székelyek betelepedése Majosra 1945. április 5-én kezdődött.
1973. január 1-jén csatolták Bonyhádhoz Majost és Tabódot.

### Ladomány
Ladomány egy kis völgyben fekvő, eldugott település volt, ahová a 6-os főútról Bonyhádszerdahelynél lekanyarodva lehet eljutni. Ladományt német telepesekkel népesítették be a törökdúlást követően. Az 1930-as években is mindössze 150 fő lakta, mégis volt temploma, iskolája, olvasóköre, fiókpostája, boltja. Emiatt a gazdag, de mindentől messze lévő települést „Kanadának” csúfolták a környékbeliek.
A kis falut 1940-ben csatolták Bonyhádhoz, majd 1946-ban a község németségét kitelepítették, ezután elnéptelenedett. Végül 1992-ben Bonyhád városának lehetősége nyílt állami támogatással a régen áhított beton bekötőút megépítésére, ami után életre kelt Ladomány, a romos Nepomuki Szent János-templomot is felújították.

## Történelme
Bonyhád mai területén kelta kori régészeti leleteket tártak fel. Mint település kb. a 14. századtól létezik. Átmeneti időszakot az elnéptelenedéssel fenyegető török uralom jelentett.
Bonyhádon a 6-os főút mellett talált a XIV. században felhúzott gótikus templomot a török hadak rombolhatták le 1542-ben, valószínűleg felgyújtották. Idővel a falak köveit a kor szokása szerint egy részét elhordták, az alapokat pedig hordalékkal fedték be a századok. A félig kiásott romot kutatva a régészek rábukkantak a bronzharang darabjára, és XV. századi pénzérméket is találtak.
1782-ben megszerezte a mezővárosi címet. Bonyhádon a legkorábbi időkig visszamenőleg éltek együtt magyarok, szerbek (rácok), majd németek és zsidók. Később felvidékiek és székelyek is a város lakói lettek. Így együtt élt a városban katolikus, evangélikus, református és zsidó. 1872-ben Bonyhád újra község lett, majd 1903-ban nagyközség.
Bonyhád a két világháború között a legalapvetőbb nemzetiségi jogaiért küzdő németség és a kisebbség asszimilációjában érdekelt hatalom ütközetének egyik központi színhelyévé vált. A második világháborút követően a koalíciós kormány a cseh(Benes) és a szövetséges hatalmak nyomására a németek jelentős részének minden vagyonát elkobozta, őket pedig elűzte szülőföldjükről. Bodor György erdélyi származású pesti jogász telepített ide, a megüresedett sváb házakba Erdélyből székelyeket, illetve a Felvidékről (például Tardoskeddről) felvidéki magyarokat.

## A város címere

Címer

A címerpajzs három részre osztott: a felső részben kék mezőben koronás oroszlán alak látható, a kezében kardot tart. E rész utal Hessen tartományra, ahonnan a bonyhádi német ajkú lakosság jelentős része származik. A középső, ezüst pólya a Völgységi-patakot jelképezi, rajta lúdtollal, ami utal a város irodalmi hagyományaira. A pajzs alsó része vörös mezőben három szimbólumot tartalmaz: a nap és a hold a székelyekre, a kettős kereszt a városban élő magyarokra, felvidékiekre utal. A címerpajzsot két oroszlán tartja, mely motívum a Perczel család címeréből került átvételre. Alatta a Hűséggel a Hazához felirat utal a Magyarországhoz lojális mozgalomra, mely Bonyhádról indult ki és a többi népcsoport számára is örök érvényű igazságként szolgált.

## Közélete

### Polgármesterei
| Időszak   | Név                   | Jelölő szervezet     |
| --------- | --------------------- | -------------------- |
| 1990–1994 | Oroszki István        | nem ismert           |
| 1994–1998 | Oroszki István        | MDF                  |
| 1998–2002 | Oroszki István        | MDF-Fidesz-FKgP-KDNP |
| 2002–2006 | Potápi Árpád          | Fidesz-MDF-MKDSZ     |
| 2006–2010 | Potápi Árpád          | Fidesz-KDNP          |
| 2010–2014 | Potápi Árpád          | Fidesz-KDNP          |
| 2014–2019 | Filóné Ferencz Ibolya | Fidesz-KDNP          |
| 2019–2024 | Filóné Ferencz Ibolya | Fidesz-KDNP          |
| 2024–     | Filóné Ferencz Ibolya | Fidesz-KDNP          |

## Gazdaság
Bonyhád gazdasági öröksége és különlegességei
- Bonyhádi Zománcgyár (1909)

A bonyhádi zománcgyártás története 1909-ben kezdődött, amikor Perczel Béla megalapította a Magyar Zománcmű és Fémárugyárat. Az üzem kezdetben edényeket gyártott, majd fokozatosan áttért a felirati és reklámtáblák készítésére. Bonyhádon gyártottak először üzemi szinten zománctáblákat, amelyekkel nemzetközi hírnevet szereztek. A városban készült például Konstantinápoly és részben Bécs utcanév- és házszámtáblái is. 
- Bonyhádi Cipőgyár (1917)

1917-ben alapították a Bonyhádi Cipőgyárat, amely jelentős szerepet játszott a város ipari fejlődésében. A gyár évtizedeken át biztosított munkahelyet a helyi lakosságnak, és hozzájárult Bonyhád gazdasági növekedéséhez. Bár a cipőgyár történetéről kevesebb információ áll rendelkezésre, ismert, hogy működése során számos embernek adott megélhetést.
- Bonyhádi tájfajta (bonyhádi tarka) szarvasmarha

A bonyhádi tájfajta, más néven pirostarka, a magyar tarka szarvasmarha egyik helyi változata, amely elsősorban a Völgységben, így Bonyhád környékén alakult ki. Ez a fajta a 19. században nyugati fajták, például a szimentáli és a berni marha keresztezésével jött létre. A bonyhádi tarka kettős hasznosítású: kiváló tej- és hústermelő képességekkel rendelkezik. A tehenek átlagos marmagassága 130-135 cm, súlyuk 650-700 kg, míg a bikáké 140-145 cm és körülbelül 1000 kg. Színük a világossárgától a sötétvörösig terjed, az alapszínnel be nem fedett testrészek fehérek. 
- Tarka Fesztivál

Bonyhád évente megrendezi a Tarka Fesztivált, amely a magyartarka szarvasmarha és a helyi gasztronómia ünnepe. A kétnapos rendezvényen kulturális programok, koncertek és főzőversenyek várják az érdeklődőket. A fesztivál egyik alappillére a "Főzőcske", amely során a résztvevők különféle marhahúsból készült ételeket készítenek és kóstoltatnak. A rendezvény hozzájárul a helyi idegenforgalom fellendítéséhez és a marhahúsfogyasztás népszerűsítéséhez. 
Összegzés
Bonyhád gazdasági fejlődése szorosan összefonódik a helyi ipar és mezőgazdaság hagyományaival. A zománcgyár és a cipőgyár alapítása jelentős mérföldkövek voltak a város ipari történetében, míg a bonyhádi tarka szarvasmarha tenyésztése a mezőgazdasági örökség fontos része. A Tarka Fesztivál pedig kiváló alkalom arra, hogy a helyi közösség és a látogatók együtt ünnepeljék Bonyhád gazdag kulturális és gazdasági hagyományait.

### Borászat
A város egyik fontosabb vállalkozása a német tulajdonú Danubiana Kft., amely hazánkban Bonyhádon kívül még egy gyöngyösi telephelyen is folytat szőlőfeldolgozást. E kft. főként fehérborokat forgalmaz, jobbára nyugat- és észak-európai országokban, többek közt chardonnay, zöld veltelíni, királyleányka és muskotály fajtákból; a hazai forgalom 10 százalék körül van.

### Kereskedelem
A városban az utóbbi években több országos áruházlánc is megjelent üzleteivel.
A 90-es években a Penny Market volt az első nagyáruház a településen, de azóta már megnyílt  Lidl, Tesco Hipermarket, Aldi, Dm, Rossmann, Diego áruházak, MOL és Oil benzinkutak is.
2003-ban megépült a Völgység Üzletház, amely azóta ad otthont a SPAR és az Euronics üzleteinek, illetve több irodának az emeleti részen, ezeken felül egyedülálló módon az épületben egy Squash pálya is helyet kapott.
2012-ben megnyitott a Bonyhádi Termálfürdő, 2014-től pedig a város déli határán Bonyhád város ipari parkja kezd kialakulni.
A Bonyhádi Termálfürdő vizét a 963 méter mélyen található alsószéplaki kútból nyerik, amely 66-68 °C-os termálvizet szolgáltat. Ezt a vizet visszahűtik 28-30 °C-ra illetve 38 °C-ra, hogy megfelelő legyen a fürdő medencéinek feltöltésére.
2016-ban Bonyhád „Befektetőbarát település” címet kapott. (Tolna vármegyében még Tamási rendelkezik e címmel.)
2024-ben a Tesco áruház mellett egy 6 üzletből álló üzletsor épült meg.

## Népesség
A település népességének változása:
| Lakosok száma | 7893 | 8490 | 8741 | 8751 | 9372 | 14 777 | 13 758 | 12 982 | 12 089 | 12 031 |
|               | 1870 | 1890 | 1910 | 1930 | 1949 | 1980   | 2013   | 2018   | 2022   | 2024   |

A 2011-es népszámlálás során a lakosok 87,4%-a magyarnak, 2,7% cigánynak, 15% németnek mondta magát (12,4% nem nyilatkozott; a kettős identitások miatt a végösszeg nagyobb lehet 100%-nál). A vallási megoszlás a következő volt: római katolikus 54,6%, református 3,5%, evangélikus 6%, görögkatolikus 0,1%, felekezeten kívüli 12,3% (22,5% nem nyilatkozott).
2022-ben a lakosság 90,4%-a vallotta magát magyarnak, 9,4% németnek, 1,5% cigánynak, 0,2% horvátnak, 0,1-0,1% örménynek, bolgárnak, ukránnak, szlováknak, szerbnek és románnak, 2% egyéb, nem hazai nemzetiségűnek (9,2% nem nyilatkozott; a kettős identitások miatt a végösszeg nagyobb lehet 100%-nál). Vallásuk szerint 41,9% volt római katolikus, 5,2% evangélikus, 3% református, 0,2% görög katolikus, 1,1% egyéb keresztény, 1,1% egyéb katolikus, 10,4% felekezeten kívüli (36,8% nem válaszolt).
A város nemzetiségi összetétele ma is sokszínű: magyarok (köztük felvidéki származásúak, székelyek és csángók), németek (1150 fő), romák (160 fő) és kis számban zsidók is élnek a településen. A 2023-as népszámlálás alapján sajnos a város növekedési üteme csökken.

## Nevezetességei

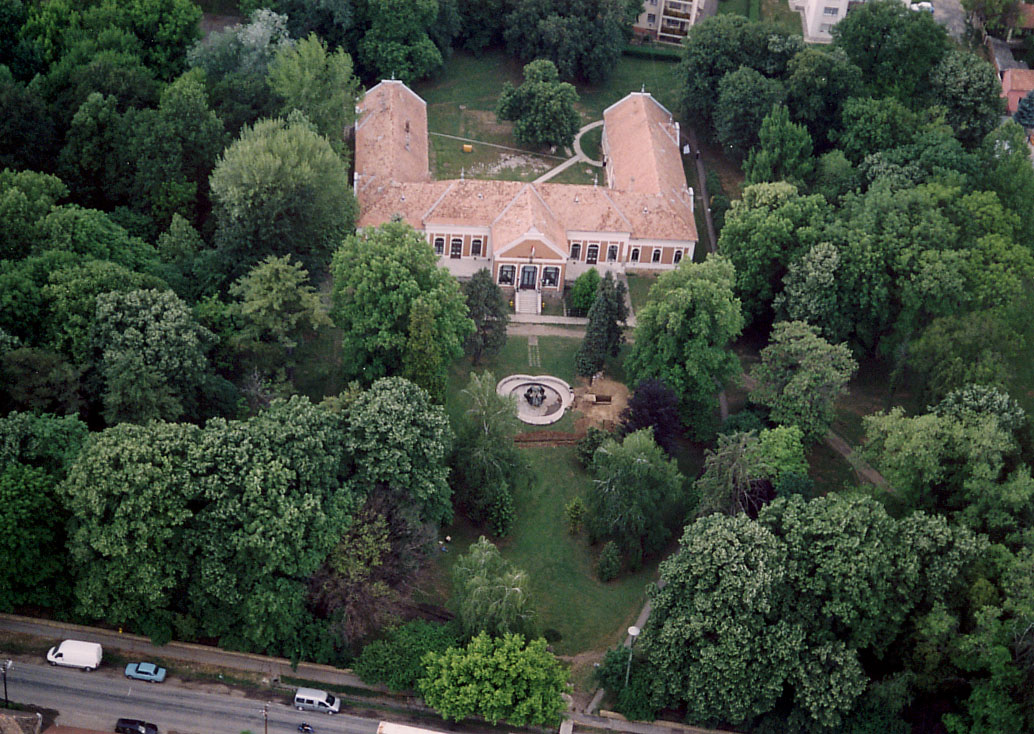
Az egykori kastélyparkban találjuk a zománcgyárat alapító Perczel Béla kastélyát, amit a 20. század elején emeltek

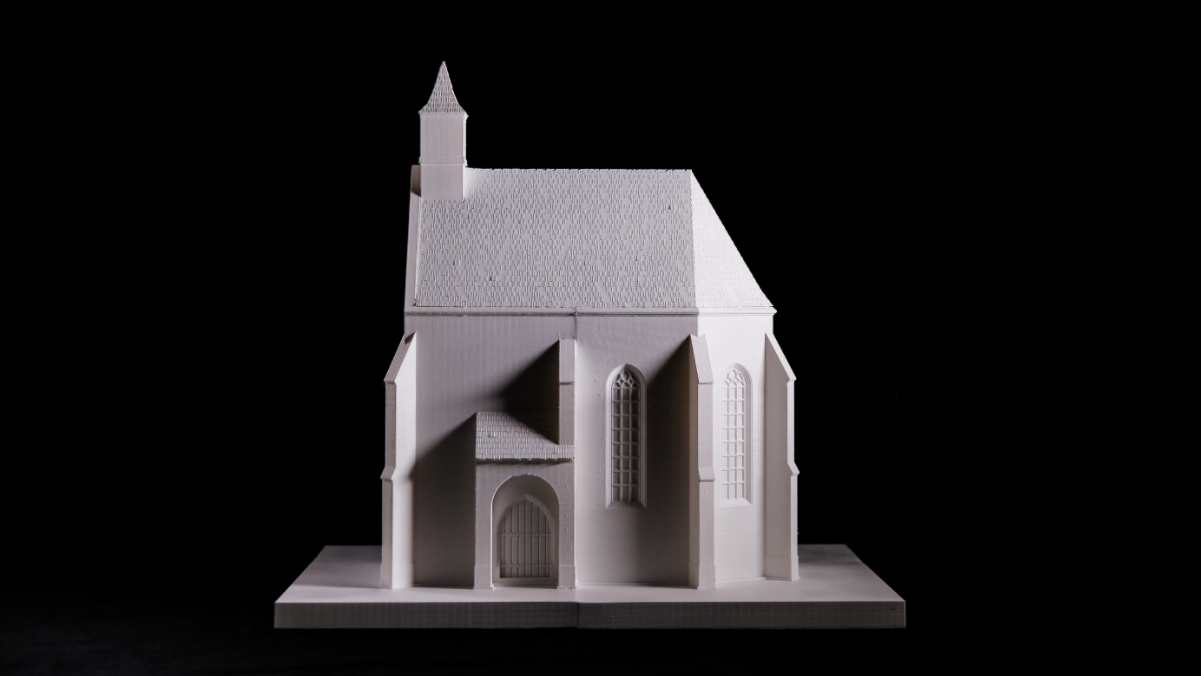
Így nézhetett ki a gótikus templom

- 9 temetőjével (ebből kettő zsidó) a temetőkben leggazdagabb települések egyike.
- Működő katolikus, evangélikus, református templomai, baptista imaháza mellett két nem működő zsinagóga is található a városban (egy ortodox és egy neológ).
- Bonyhád a világon először állított köztéri szobrot Wass Albert erdélyi költő, író emlékezetére.
- Völgységi Múzeum
- Bonyhádi Petőfi Sándor Evangélikus Gimnázium és iskolamúzeuma
- Óvodamúzeum
- Tűzoltómúzeum
- Szecska-tó
- Kálvária
- Az Ermel-Vojnits család sírkápolnája
- Perczel-kúria
- Vörösmarty Mihály egykori lakóháza Alsóbörzsönyben
- Sírkert, melyben a Perczel család tagjai, köztük Perczel Mór honvédtábornok nyugszik.
- Gencsy-kastély, más néven 'zománcos' Perczel-kúria
- Székely emlékpark
- A hajdani Irgalmas Samaritánus Ispotály és Immaculata leányintézet, melyet Paulai Szent Vince rendi apácák vezettek.
- Az ország legmagasabb májusfája a maga 32 méterével.
- Termálfürdő
- Gótikus templom romja (a 6-os főút, és a Forberger utca kereszteződésében, fedett állapotban)[26]

## Híres bonyhádiak
- Barabás Éva műsorvezető
- Bonyhádi László labdarúgó, csatár
- Bokor Vilmos festőművész

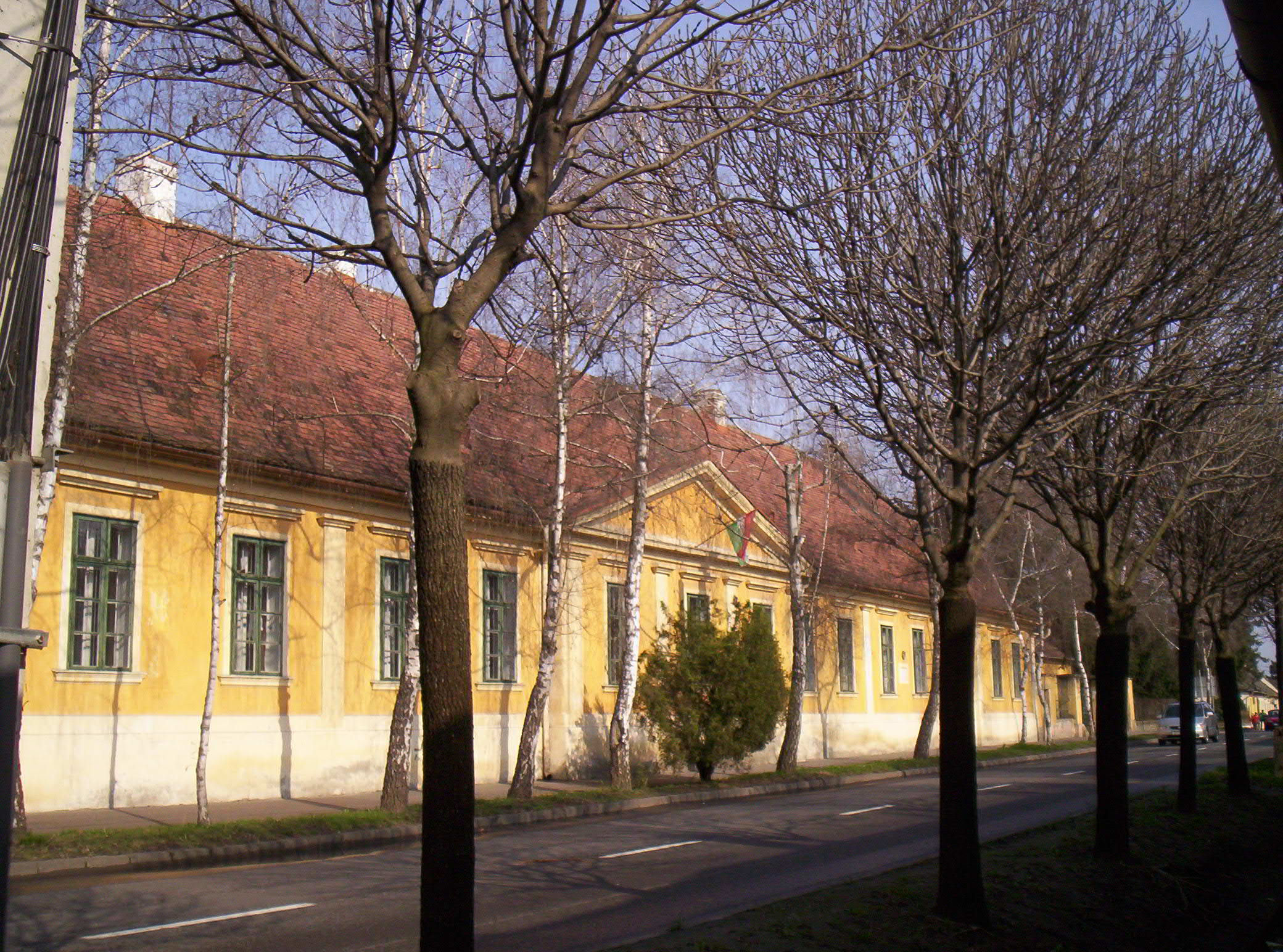
Perczel Mór szülőháza

- Boskovitz Wolf a bonyhádi csodarabbi
- Czinkon Szabolcs magyar strandlabdarúgó-válogatott, Bene Ferenc-díjas labdarúgó
- Lily Ebert holokauszt-túlélő, British Empire Medal és a Magyar Érdemrend lovagkeresztje-díjas.
- Hargitai László talajkémikus, egyetemi tanár
- Illyés Gyula költő, író, műfordító
- Karalyos Gábor színművész
- Kenderesi Tamás olimpiai bronzérmes úszó
- Kovács Ferenc festőművész
- Köllő Babett színművész
- Kunszt Károly (1859-1939) kántortanító, vadász, preparátor, ornitológus.
- Lotz János nyelvész
- Mühl Henrik fogorvos, német nemzetiségi politikus, országgyűlési képviselő
- Nusser Zoltán neurobiológus
- Perczel Béla jogász, politikus
- Perczel Etelka Perczel Sándor leánya, Vörösmarty szerelme
- Perczel Miklós politikus, nemzetőr őrnagy, az északi hadsereg ezredese (amerikai polgárháború)
- Perczel Mór honvédtábornok és politikus
- Potápi Árpád János nemzetpolitikáért felelős államtitkár, a térség országgyűlési képviselője
- Sévó Kati költő
- Szabados Piroska színésznő
- Szekerczés Luca kézilabdázó (serdülő, ifjúsági, junior, felnőtt válogatott)
- Szentes Lázár labdarúgó
- Szépszó Gabriella meteorológus, legelső Junior Prima-díjas 2007-ben
- Tamás Zsolt ultratriatlon világbajnok
- Virág Ferenc pécsi püspök
- Vörösmarty Mihály író, költő

## Jelentősebb civil egyesületek, szervezetek a városban
- Bonyhádi Fúvós Egyesület
- Bonyhádi Székely Kör
- Felvidékiek Egyesülete
- Kármentő Polgári Kör
- Kíra völgységi kutyamentő egyesület
- Keresztény Értelmiségiek Szövetsége
- Könyv-Kultúra Közhasznú Egyesület
- Magyar Nemzetőrség
- Magyarok Szövetsége
- Német Nemzetiségi Kulturális Egyesület
- Önkéntes Tűzoltó Egyesület
- Polgárőrség
- Rákóczi Szövetség
- Széchenyi Kör
- Utazók klubja
- Völgység Néptánc Egyesület
- Völgységi Tehetséggondozó Egyesület
- Bonyhádi Német Önkormányzat
- Kränzlein  Néptánc Egyesület

## Testvér- és partnervárosai
- Wernau, Németország
- Tardoskedd, Szlovákia
- Hochheim am Main, Németország
- Jastrowie, Lengyelország
- Treuchtlingen, Németország
- Pancsova, Szerbia
- Borszék, Románia
- Madéfalva, Románia

## Képek

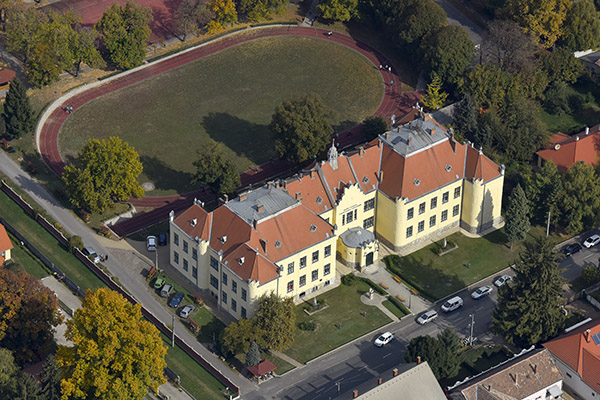
Bonyhádi Petőfi Sándor Evangélikus Gimnázium és Kollégium – légifotó
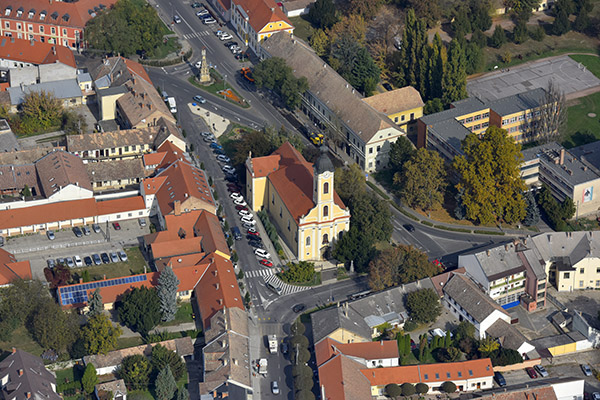
A bonyhádi katolikus templom és környezete légi felvételen
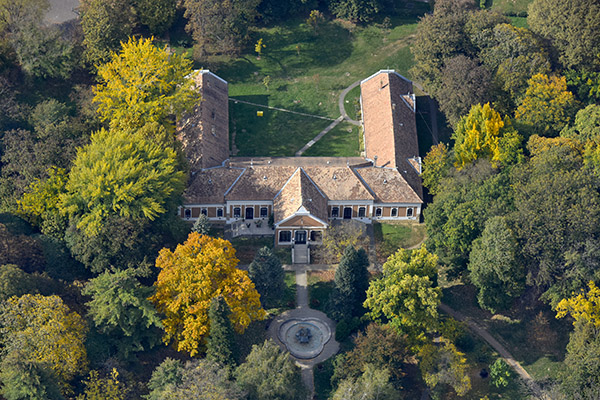
A bonyhádi kastély a levegőből
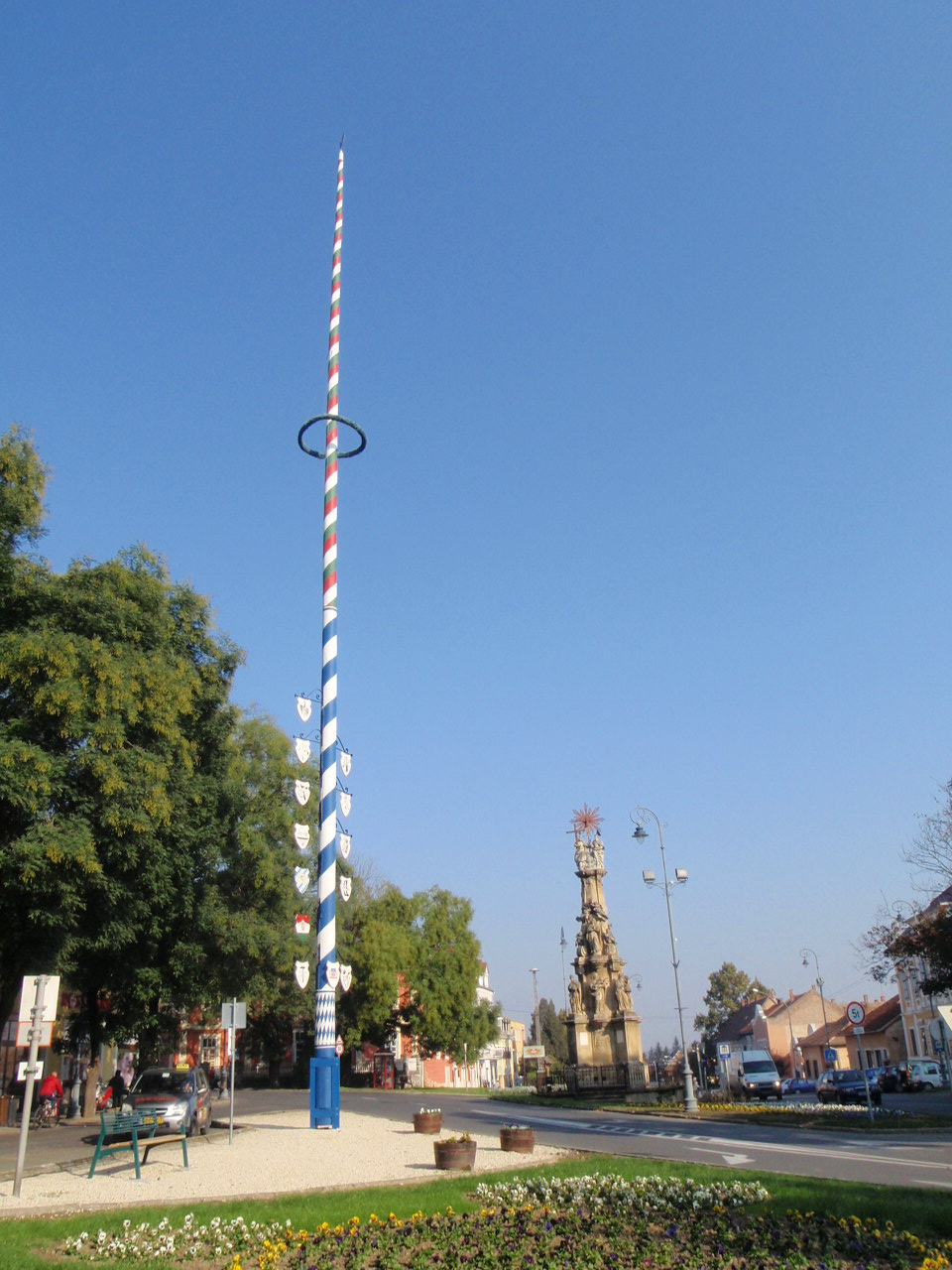
Testvérvárosok oszlopa és a Szentháromság szobor
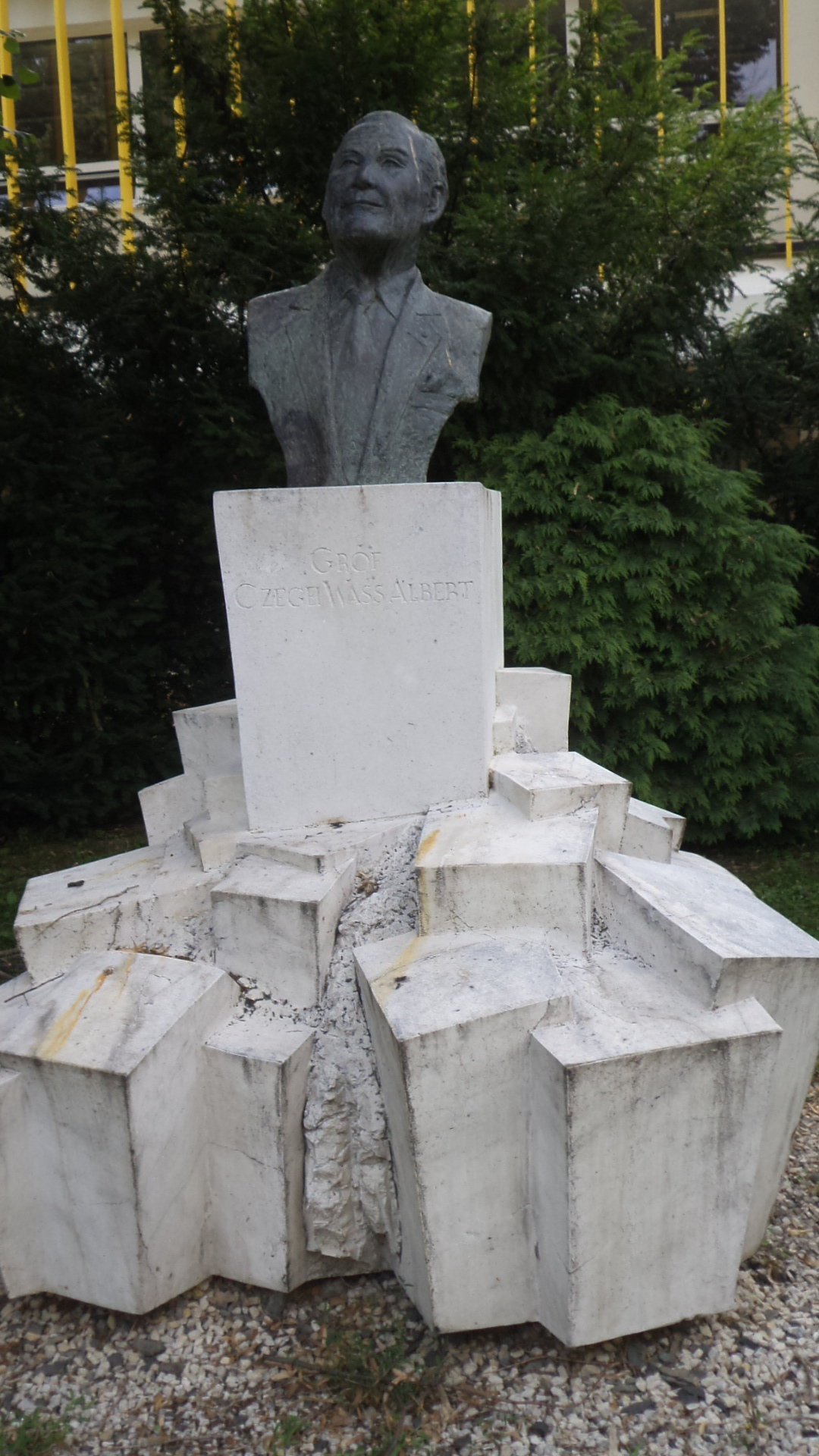
Wass Albert-szobor Bonyhádon
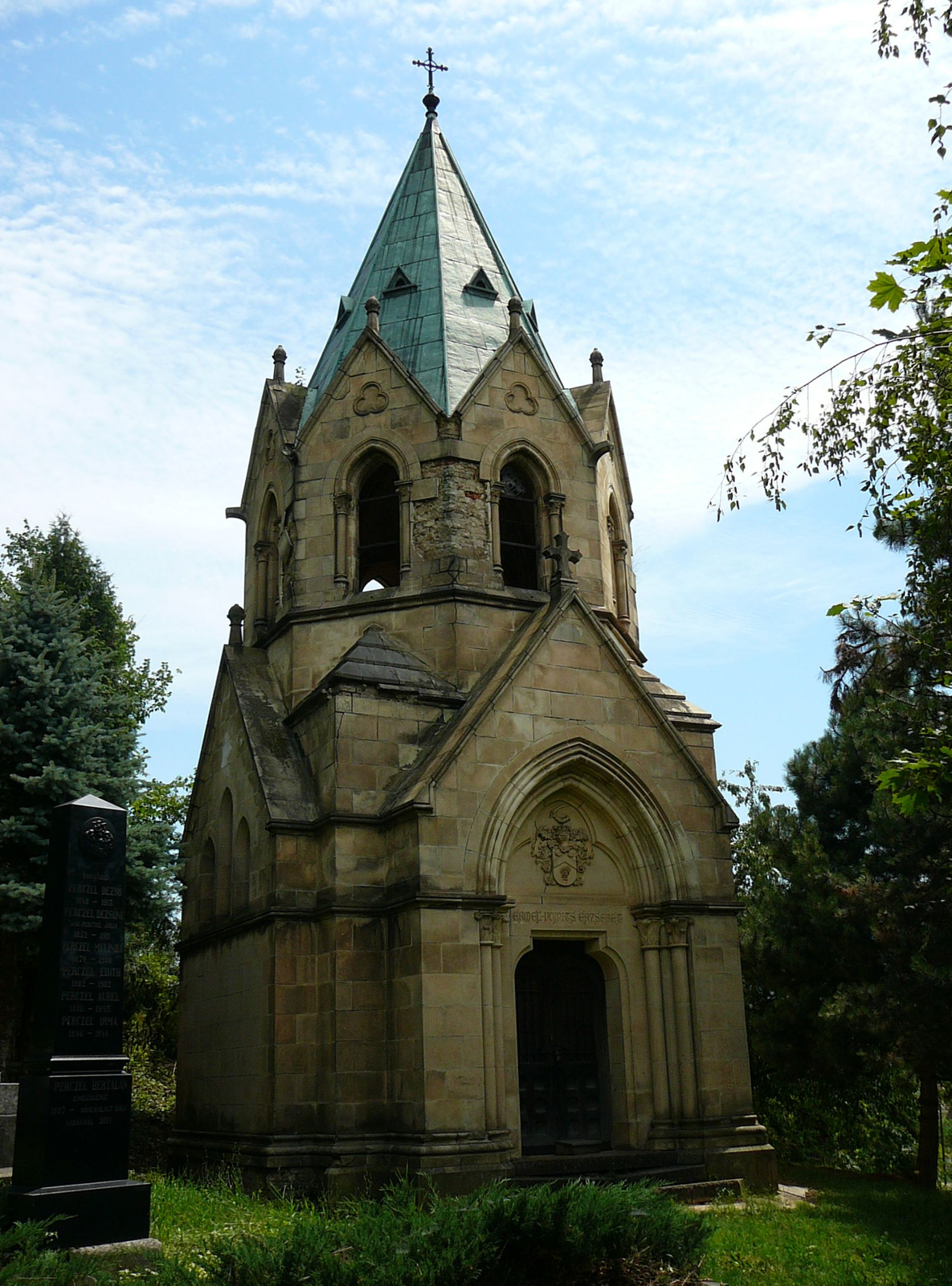
Ermel-Vojnits-mauzóleum
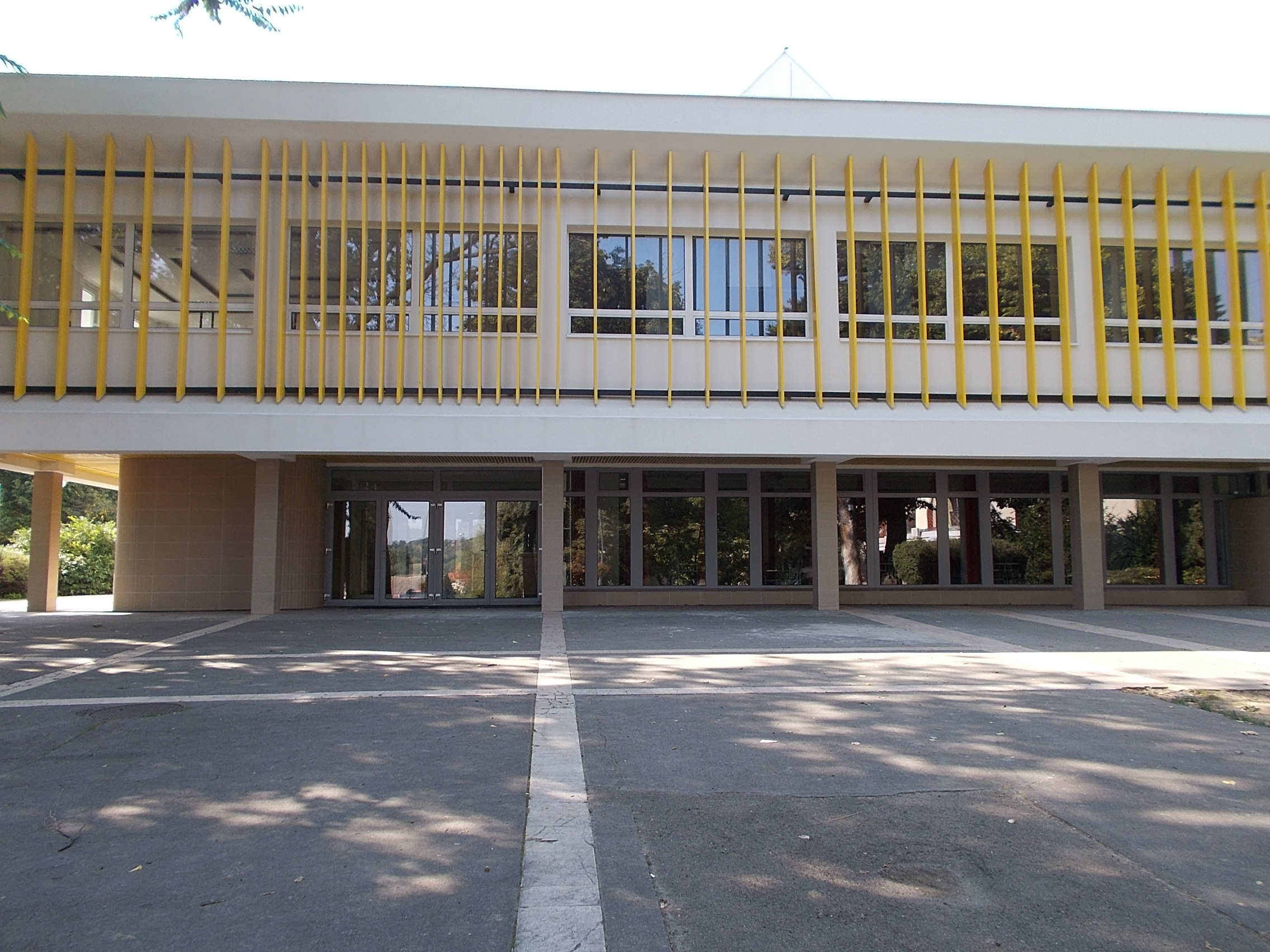
Vörösmarty Mihály Művelődési Központ